# Boronia pilosa
Boronia pilosa là một loài thực vật có hoa trong họ Cửu lý hương. Loài này được Labill. mô tả khoa học đầu tiên năm 1805.